# Augusto Tamayo Möller
Augusto Enrique Tamayo Möller (Arequipa, 20 de febrero de 1875 - Lima, 1 de julio de 1936) fue un ingeniero peruano, pionero de las telecomunicaciones en el Perú. Su vida y genealogía han sido ampliamente descritas en el texto "Historia de los Tamayo del Perú" de Augusto Tamayo San Román.

## Biografía
Fue hijo del también ingeniero Augusto Tamayo Chocano y de Guillermina Möller Sojo Vallejo. Hermano del médico Manuel Tamayo Möller. Casado con Berta Vargas, fue padre del magistrado judicial Manuel Tamayo Vargas, de la Sra. Bertha Tamayo Vargas y del escritor Augusto Tamayo Vargas. Hizo estudios primarios y secundarios en las minas donde su padre era ingeniero y en la ciudad de Arequipa. Luego hizo estudios superiores en la Escuela de Ingenieros de Lima. 
A los 22 años ingresó a la selva como 2.º ingeniero de la Vía Central que llevaba a cabo el gobierno de Nicolás de Piérola bajo la dirección del ingeniero Joaquín Capelo. En 1903 era ya jefe de una de las secciones de dicha Vía Central de penetración hacia el Pachitea. Estudió las colonias de Oxapampa y del Pozuzo y las vertientes del Pichis y del Palcazu y el Ministerio de Fomento publicó un libro en 1904 con valiosa documentación de cartas geográficas y niveles y los informes del ingeniero Tamayo.
En 1907 fue nombrado Jefe General de Comunicaciones al Oriente, bajo el gobierno de José Pardo y Barreda y supervigilante de los trabajos iniciales que la empresa alemana Telefunken hace en el Ucayali para establecer la radiotelegrafía en el Perú. Para dicha obra el Ingeniero Tamayo realizó una extraordinaria tarea de transporte y equipamiento a la vez que estudia al lado de los ingenieros alemanes los nuevos sistemas de la llamada telegrafía sin hilos. Al lado de ellos y como Ingeniero en Jefe de las comunicaciones al Oriente construyó el puente de Acero de Utcuyacu y los nuevos puentes colgantes de Capelo y San Carlos (La Merced) a más de importantes modificaciones en la Vía del Pichis y estudios diversos para nuevos accesos a la Selva, especialmente por la Cadena de San Martín.
Desde 1910 se dedicó a establecer una comunicación radiotelegráfica directa entre Lima e Iquitos, esta última, centro de la hoya amazónica peruana. Sus estudios en la propia selva y en los barcos alemanes "Heluan" y "Holger" que traían nuevos sistemas de "chispas sonoras" le llevan a proponer al gobierno y bajo su responsabilidad la tremenda empresa, para la época, ya que Guglielmo Marconi acababa de fracasar en África, de realizar esa vinculación directa entre Lima e Iquitos. En el cerro San Cristóbal se instaló la Estación de Lima, la más potente estación inalámbrica de Sudamérica, y otra semejante se instaló en Itaya, Iquitos. Entre ambas se habló oficialmente el 16 de junio de 1912, en un acontecimiento que fue comentado por la prensa mundial. Se trata de una fecha histórica en el Perú: la inauguración de las telecomunicaciones en el país. Lima se comunicaría no solo con Iquitos sino con Manaus, Belém y Río de Janeiro en Brasil y con Buenos Aires en la Argentina. Luego de ese triunfo, Tamayo construyó las Estaciones Inalámbricas de Ilo (Moquegua), Cachendo (Arequipa), Buenos Aires (La Libertad), Villa de Eten (Lambayeque)
La Municipalidad de Lima le entregó una Medalla de Oro. Los ingenieros del Perú le ofrecieron un tributo especial en un gran banquete. La empresa Telefunken resaltó en un folleto la obra de Tamayo como uno de los mayores acontecimientos mundiales y le ofreció un alto cargo en su central de Alemania que Tamayo rehusó por servir a su país.
Esporádicamente fue director general de Correos y Telégrafos durante el gobierno de Guillermo Billinghurst. Pero particularmente fue un técnico entregado a la construcción y conducción del sistema radiotelegráfico en el Perú. Sin embargo, en 1919, tras el golpe de Estado de Augusto B. Leguía, defendió al personal especializado que había trabajado a sus órdenes y como no fue satisfecho en sus demandas renunció al cargo de Jefe General del Servicio Radiotelegráfico. Posteriormente, la radiotelegrafía fue entregada a una empresa extranjera y las instalaciones que erigiera Tamayo fueron desmanteladas.
Dedicado a actividades particulares (estudios para la implantación de una fábrica de cemento en Sumbay, Arequipa; para el desarrollo de Puno, etc.) fue llamado a la Administración del Estanco del Alcohol, donde formó un personal técnico y una legislación tributaria apropiada. Como experto en esta rama, a la que dedicó entonces sus valiosísimos servicios, ocupó el cargo de subgerente de la Caja de Depósitos y Consignaciones de la que dependía aquella por esa época.

## Publicaciones
- Informe sobre las colonias de Oxapampa y Pozuzo, y los ríos Palcazo y Pichis (1904).

## Homenajes
Numerosos homenajes se le han rendido tanto en la palabra de Francisco Alayza Paz Soldán, José Balta, Jorge Vargas Escalante, Santos Hinostroza, César Miró, etc., así como en actos llevados a cabo por la Asociación de Telegrafistas del Estado. Una calle del distrito de San Isidro lleva su nombre, donde hay un pequeño recordatorio en piedra a su obra fundamental: la comunicación Inalámbrica Lima-Iquitos, que puso por primera vez a esta en conexión directa e inmediata con la capital del Perú. En 1968 se dio el nombre de Augusto E. Tamayo a un puente sobre el río Colorado, en la selva central, como un recuerdo a su tarea de pionero de las comunicaciones en el Perú.